# Josep Maria Jofresa i Puig
Josep Maria Jofresa i Puig   (Barcelona, 10 de desembre de 1941 - Barcelona, 13 d'abril de 1985) va ser un jugador de bàsquet català. Amb 1,92 d'alçada, el seu lloc natural en la pista era d'aler. Fou el pare dels jugadors professionals Rafael Jofresa i Tomás Jofresa i avi de David Jofresa i Sarret.
Format al planter del Col·legi La Salle Josepets i de l'Espanyol, debuta en el primer equip perico amb 17 anys, després fitxaria per l'històric Picadero Jockey Club, on jugaria cinc anys i aconseguiria arribar a ser internacional per Espanya, retorna a l'Espanyol, on juga altres quatre anys, després jugaria en el CD Manresa (cinc anys), Bàsquet Manresa (un any) i Club Bàsquet L'Hospitalet, on es retiraria amb 34 anys.